# The Unblinking Eye (Everything Is Broken)
The Unblinking Eye (Everything Is Broken) es una canción editada en noviembre de 2009 como single por Roger Taylor, más conocido como el baterista de la banda de rock británica Queen. Dicha pista fue incluida en un posterior álbum planeado publicarse en un principio 2010 (Aunque a la fecha se estima que salió en septiembre de 2013). El resto del material fue grabado desde finales de 2008 y durante 2009, después del término de la gira Rock the Cosmos Tour de Queen + Paul Rodgers, y fue continuado después que la colaboración se separó. Será el primer álbum en el que ha trabajado desde The Cosmos Rocks en 2008 con Queen + Paul Rodgers, y su quinto álbum en solitario desde Electric Fire de 1998. En cuanto a la liberación de plomo solo del álbum, Taylor dijo:
¿Qué pasó con las canciones de protesta? La música es ahora tan pulida, brillante y previsible que nos hemos olvidado de tratar de decir algo con ella. Me estoy haciendo viejo y como todos tengo el derecho a decir algo sobre el "Estado de Control" en el cual vivimos y sin poder hacer nada al respecto. Por si no te diste cuenta las calles están llenas de agujeros. Estamos librando una guerra inútil activamente negativa que está matando a nuestros jóvenes soldados y que simplemente no podemos permitirla. Esta guerra promueve y prolonga el terrorismo. Este es nuestro Vietnam. Imposible de ganar e inútil. Somos los contribuyentes que pagamos nuestros impuestos para que esta nación este en bancarrota de tanto malgastar el dinero para luego imprimir y reimprimir más billetes. Somos espiados por 5 millones cámaras. Tenemos miles de pequeñas normas y reglamentos nuevos que antes jamás existieron y no me sorprendente que la gente esté desconcertada y confundida. Como una nación que posee casi todo como agua, electricidad, gas, espacio aéreo y fabricantes: La intimidad personal ya no existe. Estamos manejados. Yo ya estoy cansado, seguro tu también.
-Temática del álbum y pistas.-
-El álbum está basado en una temática de protesta en la mayoría de sus canciones.
Pistas:
1 One Night Stand (4.20) -Se editó en 1998 solo en descarga.Debería haber pertenecido al álbum de ese año Electric Fire, pero se descartó.La versión de Fun On Earth es ligeramente diferente solo en batería, el resto es similar.
2 Fight Club (3.02) -Este tema muestra los sentimientos de Roger, de manera muy profunda.Es una balada acompañada de saxo.
3 Be With You (3.09) -Otro tema que parece ser muy sentimental.Es acústico y contiene una gran percusión.
4 Quality Street (4.24) -Balada acústica que de nuevo muestra a un Roger que ha madurecido en cuanto a su composición.
5 I Don't Care (3.24)-El corte que más se sale del estilo de Roger.
6 Sunny Day (3.37)-El sencillo principal del álbum, es un tema que se asemeja mucho a Woman You're so beutiful de Felix and arty(El hijo de Roger, Felix y Roger).Es muy sentimental.
7 Be My gal (My Brightest Spark) (2.44)-De nuevo nos encontramos otra balada acústica en este nuevo álbum.Al igual que otros temas es muy sentimental.
8 I'm The Drummer (In A Rock'n'Roll Band) (2.45)-El tema más roquero del álbum.Se asimila al corte A Nation Of Haircuts de Electric Fire.
9 Small (3.50)-Originalmente compuesto por Roger para QUEEN+Paul Rodgers y su álbum The cosmos rocks de 2008.Esta varsión es cantada enteramente por Roger y es acústica, lo que la hace más sentimental.
10 The Unblinking Eye (Abridged)(4.54) El sencillo principal del álbum se editó en el año 2009.Este tema trata sobre todas las injusticias del día a día.
11 Up (3.08) -Este corte parece sacado de su álbum debut como solista Fun In Space de 1981, ya que se mantiene fiel al ritmo discotequero de ese álbum.
12 Smile (3.00)-La balada por excelencia del álbum.
13 The Shores Of Formentera (3.45) Una canción que trata sobre ese territorio español , y por eso comienza con tintes de música española.
14 Whole House Rockin' (3.01) Es uno de los bonus tracks del álbum, una mezcla de Rock And Roll y Hard Rock. Junto a la canción 'I Am The Drummer son las dos más fuertes del álbum.

## Personal
- Roger Taylor: voz, batería, percusión, teclado, piano